# Marek Látal
Marek Látal (* 29. ledna 1973) je bývalý český fotbalista.

## Hráčská kariéra
V československé nejvyšší soutěži zasáhl na podzim 1992 do 8 utkání v dresu Dukly Praha (v rámci základní vojenské služby), v nichž neskóroval. Z Dukly odešel do Boby Brno, kde se však neprosadil a hrál za B-mužstvo. Druhou ligu hrál v Bohumíně, Poštorné a Třinci. V Moravskoslezské fotbalové lize dal 6 branek (1993/94: 2 za Boby Brno „B“, 1994/95: 4 za Poštornou). Působil též na Slovensku a v Rakousku, naposledy hrál na jižní Moravě za FC Pálava Mikulov.

## Ligová bilance
| Ročník                                   | Zápasy | Góly | Minuty | Klub             |
| ---------------------------------------- | ------ | ---- | ------ | ---------------- |
| 1. československá fotbalová liga 1992/93 | 8      | 0    | –      | Dukla Praha      |
| 2. česká fotbalová liga 1993/94          | –      | 0    | –      | FC Bohumín       |
| 2. česká fotbalová liga 1995/96          | 14     | 0    | –      | Tatran Poštorná  |
| 2. česká fotbalová liga 1996/97          | 9      | 0    | –      | Tatran Poštorná  |
| 2. česká fotbalová liga 1999/00          | 1      | 0    | –      | Železárny Třinec |
| CELKEM 1. ČS. LIGA                       | 8      | 0    | –      |                  |